# PH del sòl
El pH del sòl és el mesurament de l'acidesa o basicitat dels sòls. El pH es defineix com el logaritme en base 10 negatiu de l'activitat química de l'ió hidrogen en solució. Va de 0 a 14, essent 7 el pH neutre. Un pH per sota de 7 és àcid i per sobre de 7 és bàsic. El pH del sòl es considera una variable mestra en els sòls, ja que controla molts processos químics que hi tenen lloc. Específicament afecta la disponibilitat dels nutrients per a les plantes controlant les formes químiques del nutrient. El rang òptim de pH per la majoria de les plantes es troba entre 6 i 7,5, tanmateix moltes plantes s'han adaptat a prosperar en pH fora d'aquest rang.

Variació mundial del pH del sòl. Vermell = sòls àcids. Groc = sòls neutres. Blau = sòls alcalins. Negre = sense dades.

## Classificació del rang de pH en els sòls
El Departament d'Agricultura dels Estats Units (United States Department of Agriculture Natural Resources Conservation Service), abans anomenat Soil Conservation Service classifica el pH dels sòls en onze rangs.

| Denominació           | Rang de pH |
| --------------------- | ---------- |
| Ultra àcid            | <3.5       |
| Extremadament àcid    | 3.5 - 4.4  |
| Molt fortament àcid   | 4.5 - 5.0  |
| Fortament àcid        | 5.1 - 5.5  |
| Moderadament àcid     | 5.6 -6.0   |
| Lleugerament àcid     | 6.1 -6.5   |
| Neutre                | 6.6 - 7.3  |
| Lleugerament alcalí   | 7.4 - 7.8  |
| Moderadament alcalí   | 7.9 - 8.4  |
| Fortament alcalí      | 8.5 -9.0   |
| Molt fortament alcalí | >9.0       |

Els sòls àcids són els sòls formats per roca silícia i el sòls bàsics són els sòls formats per roca calcària.

## Conseqüències del pH
El pH del sòl condiciona la vegetació i els fongs que hi poden viure. Així els sòls bàsics són òptims per a les espècies calcícoles com ara la farigola, el rovelló o la llenega, mentre que els sòls àcids permeten el desenvolupament de les espècies silicícoles com ara l'alzina surera, el ceps o l'ou de reig.